# Methyltrioxorhenium
Methyltrioxorhenium (MTO) je organokovová sloučenina se vzorcem CH3ReO3. Je to těkavá, bezbarvá pevná látka používaná jako katalyzátor. Oxidační stav rhenia je +VII, molekula má tvar trigonální pyramidy.

## Příprava
Sloučenina je dostupná komerčně, lze ji připravit několika způsoby, typickou metodou je reakce oxidu rhenistého s tetramethylcínem:
Re2O7 + (CH3)4Sn → CH3ReO3 + (CH3)3SnOReO3
Jsou známy i další alkyl- a arylderiváty. Tyto sloučeniny se chovají jako Lewisovy kyseliny, vytváří adukty 1:1 a 1:2 s halogenidy a aminy.

## Využití
Využívá se jako heterogenní katalyzátor v mnoha procesech. Imobilizovaný na Al2O3/SiO2, katalyzuje metatezi olefinů při teplotě 25 °C.
V roztoku katalyzuje oxidace peroxidem vodíku. Terminální alkyny oxiduje na odpovídající kyselinu nebo ester, interní pak na diketony. Oxidace alkenů vede ke tvorbě epoxidů. Také dokáže katalyzovat oxidaci aminů na N-oxidy pomocí peroxouhličitanu sodného.